# Lawang Agung (Lungkang Kule)
Lawang Agung is een bestuurslaag in het regentschap Kaur van de provincie Bengkulu, Indonesië. Lawang Agung telt 473 inwoners (volkstelling 2010).